# Masicera socia
Masicera socia är en tvåvingeart som beskrevs av Macquart 1851. Masicera socia ingår i släktet Masicera och familjen parasitflugor.
Artens utbredningsområde är Frankrike. Inga underarter finns listade i Catalogue of Life.